# Медаль Нахімова
Меда́ль Нахі́мова — медаль, державна нагорода СРСР для осіб рядового та сержантсько-старшинського складу, а також мічманів ВМФ СРСР. Введена указом Президії Верховної Ради СРСР 3 березня 1944 року в один день із встановленням ордену Нахімова, який вручався адміралам та офіцерам флоту. Автори медалі — художники Діодоров, Хомич і Волков.

## Опис
Медаль Нахімова має форму правильного круга діаметром 36 мм, виготовлена з бронзи.
На лицьовому боці — рельєфне зображення адмірала П. С. Нахімова у профіль, напис «Адмирал Нахимов». Внизу — дві лаврові гілки, між якими — п'ятикутна зірка.
На зворотному боці — рельєфне зображення вітрильника, в обрамленні круга з троса, накладеного на два схрещені якорі. Круг обрамлений якірним ланцюгом.
Медаль за допомогою вушка і кільця з'єднується з п'ятикутною колодочкою, обтягнутою шовковою муаровою стрічкою синього кольору шириною 24 мм. На стрічці  — три подовжні смужки білого кольору шириною 3 мм, відстань між смужками — 2 мм, відступи від країв стрічки до білих смужок — 5,5 мм.

## Нагородження медаллю
Медаллю Нахімова нагороджувалися матроси і рядові, старшини і сержанти, мічмани і прапорщики Військово-морського флоту. Нагородження проводилося за:
- вмілі, ініціативні та сміливі дії, що сприяли успішному виконанню бойових завдань кораблів та частин на морських театрах;
- за мужність при захисті державного морського кордону;
- за самовідданість при виконанні військового обов'язку.

Першими медаль Нахімова отримали 10 квітня 1944 р. моряки Північного флоту: сержант Колосов М. А., червонофлотці Толстов Є. В. та Мошков Ф. Г.
Медаль носиться на лівій стороні грудей, за наявності у нагородженого інших медалей СРСР розташовується після медалі «За бойові заслуги».
Станом на 1 січня 1995 року медаллю Нахимова було проведено понад 14 000 нагороджень.